# Schoenomyza litorella
Schoenomyza litorella är en tvåvingeart som först beskrevs av Fallen 1823.  Schoenomyza litorella ingår i släktet Schoenomyza och familjen husflugor. Arten är reproducerande i Sverige. Inga underarter finns listade i Catalogue of Life.